# United Dutch Breweries
United Dutch Breweries (UDB) is een Nederlandse brouwerijhuurder gevestigd in Breda, sinds 2024 eigendom van de Belgische familiebrouwer Brouwerij Martens uit Bocholt. 

## Geschiedenis
In 1960 hadden de Verenigde Nederlandse Brouwerijen d'Oranjeboom, een fusiebedrijf dat zijn hoofdkantoor had in Rotterdam, de Phoenix Brouwerij overgekocht, onder meer gekend van het bier Phoenix. In die periode, tussen 1961 en 1969, had de Phoenix Brouwerij een contract met Albert Heijn voor de productie van het huismerk van de winkelketen. In 1967 werd de Oranjeboom, zoals het bedrijf kortweg werd genoemd, overgenomen het Britse Allied Breweries, dat de Drie Hoefijzers uit Breda ook al in bezit had. Allied Breweries bracht in 1968 de Oranjeboom en Drie Hoefijzers onder in een gefuseerde divisie. De Phoenix Brouwerij in Amersfoort sloot drie jaar daarna, in 1970. Het jaar daarop werd het pand van de brouwerij gesloopt, maar het biermerk bleef overeind. In 1995 werd de Nederlandse tak van de Allied Breweries overgenomen door het toen nog puur Belgische bierconcern Interbrew, inclusief de merknamen "Oranjeboom", "Breda Bier", "Royal Dutch" en "3 Horses". Interbrew werd in 2004 Inbev na de fusie met AmBev. "Phoenix" werd als merknaam in 2007 terug vrijgegeven.
Na de overname door InBev van Anheuser-Busch in 2008 en de creatie van Anheuser-Busch InBev of AB InBev was de Nederlandse tak strategisch niet meer belangrijk en werd deze verkocht aan de Nederlandse investeringsmaatschappij Nimbus die toeliet dat United Dutch Breweries kon verzelfstandigen. In 2011 werd het bedrijf door Nimbus doorverkocht aan een andere Nederlandse investeringsmaatschappij Egeria die het in 2015 doorverkocht aan de Vlaamse investeringsmaatschappij Gimv en het management. Het management verkreeg 17,5% van de aandelen, de Gimv 82,5%. In 2024 verkochten zowel het management als de Gimv hun aandelenpakketten aan Brouwerij Martens. United Dutch Breweries verkoopt jaarlijks 1 miljoen hectoliter en exporteert naar meer dan 100 landen. Daarnaast ontwikkelde UDB ook brouwtechnologie zoals het Easy Brewing System voor opkomende markten en startende brouwerijen.

## Bieren
Tot de bieren van UDB behoren de pilsbieren Oranjeboom, Royal Dutch (oorspronkelijk van De Posthoorn in Tilburg), Weidmann (een op Duits bier gestijlde pils ontwikkeld in 2002) en Breda Bier, de zwaardere pilsen Atlas Extra Strong met 8,5%, 12%, 14% en 16% alcoholpercentage, Oranjeboom Premium Strong in 8,5%, 12%, 16%, 18% en 20% en Royal Dutch Premium Strong met 8,5%, de lichtere en alcoholvrije pilsen met Oranjeboom Crisp 3,4%, Royal Dutch Premium 0.0 en Weidmann Radler 2,4%n de 0% maltdranken Magic Malt Classic, 3 Horses Classic, 3 Horses Strawberry, 3 Horses Apple en 3 Horses Pomegranate, het stoutbier Trio Stout Extra 7,2%, de witbieren Weidmann Hefeweizen 5,4%, Dunkelweizen 5% en Schwarzbier 5%, de abdijbieren Monastère Blond 6,5%, Double 6,4%, Triple 8,5% en de craftbieren Craft Nation Imperial IPA 7,8%, Craft Nation Session IPA 4,9%, Craft Nation Alcohol Free IPA 0,5% en Craft Nation Craft Lager 4,8% en de mengdranken X-Mark Cannabis Beer 4,8%, X-Mark Agave Spirit Beer 5,9%, X-Mark Mojito Beer 5,9%, X-Mark Vodka Beer 5,9%, X-Mark Vodka Lime 12% en X-Mark Vodka Energy 18%.